# Wormkruid-associatie
De wormkruid-associatie (Tanaceto-Artemisietum) is een associatie uit het wormkruid-verbond (Dauco-Melilotion). De associatie omvat bloemrijke ruigten op ruderale standplaatsen.

## Naamgeving en codering
- Syntaxoncode voor Nederland (rVvN): r32Ca03

De wetenschappelijke naam Tanaceto-Artemisietum is afgeleid van de botanische namen van boerenwormkruid (Tanacetum vulgare) en bijvoet (Artemisia vulgaris).

## Subassociaties in Nederland en Vlaanderen
Binnen de wormkruid-associatie worden in Nederland en Vlaanderen twee subassociaties onderscheiden.

### Subassociatie met gewoon struisgras
Een subassociatie met gewoon struisgras (Tanaceto-Artemisietum agrostietosum) komt voor op zuurdere en sterk gedraineerde zandgronden. Differentiërende taxa voor deze subassociatie zijn gewoon struisgras, schapenzuring en gladde witbol. Zwak differentiërend zijn voorts sint-janskruid, rood zwenkgras, veldzuring, smalle weegbree, gestreepte witbol, zachte dravik, witte klaver, vertakte leeuwentand en gewoon biggenkruid.

### Typische subassociatie
De typische subassociatie (Tanaceto-Artemisietum typicum) komt hoofdzakelijk voor op zavel- en zandgronden met een wat hogere pH en een hoger gehalte aan fijne bodembestanddelen. Differentiërende taxa zijn vijfvingerkruid, dauwbraam en kruldistel. Akkerdistel, grote brandnetel, gewone berenklauw, hondsdraf,  haagwinde, grote klit, en Canadese guldenroede hebben hun optimum in deze subassociatie.

## Diagnostische taxa
In de onderstaande synoptische tabel staan de belangrijkste diagnostische taxa van de wormkruid-associatie.
Kruidlaag
| Kentaxon | Triviale naam        | Botanische naam       | Opmerking |
| -------- | -------------------- | --------------------- | --------- |
| kA       | boerenwormkruid      | Tanacetum vulgare     |           |
| kA       | Canadese guldenroede | Solidago canadensis   |           |
| kV       | kweek                | Elymus repens         |           |
| kK       | bijvoet              | Artemisia vulgaris    |           |
| kK       | speerdistel          | Cirsium vulgare       |           |
| kK       | vlasbekje            | Linaria vulgaris      |           |
| kK       | wilde reseda         | Reseda lutea          |           |
| bg       | duizendblad          | Achillea millefolium  |           |
| bg       | akkerdistel          | Cirsium arvense       |           |
| bg       | ridderzuring         | Rumex obtusifolius    |           |
| bg       | gevlekte scheerling  | Conium maculatum      |           |
| bg       | kruldistel           | Carduus crispus       |           |
| bg       | wilde peen           | Daucus carota         |           |
| bg       | kropaar              | Dactylis glomerata    |           |
| bg       | grote kaardenbol     | Dipsacus fullonum     |           |
| bg       | late guldenroede     | Solidago gigantea     |           |
| bg       | gewone berenklauw    | Heracleum sphondylium |           |
| bg       | grote brandnetel     | Urtica dioica         |           |
| bg       | gewone glanshaver    | Arrhenatherum elatius |           |
| bg       | jakobskruiskruid     | Jacobaea vulgaris     |           |
| bg       | mierik               | Armoracia rusticana   |           |

## Fauna
De wormkruid-associatie is in het bijzonder voor insecten van belang vanwege het hoge aandeel dracht- en waardplanten. Zo is de associatie in hoge mate van belang voor de boerenwormkruidkromneus, wormkruidbij, wormkruidkokermot, wormkruidhaantje en gewone boerenwormkruidgalmug.

## Fotogalerij

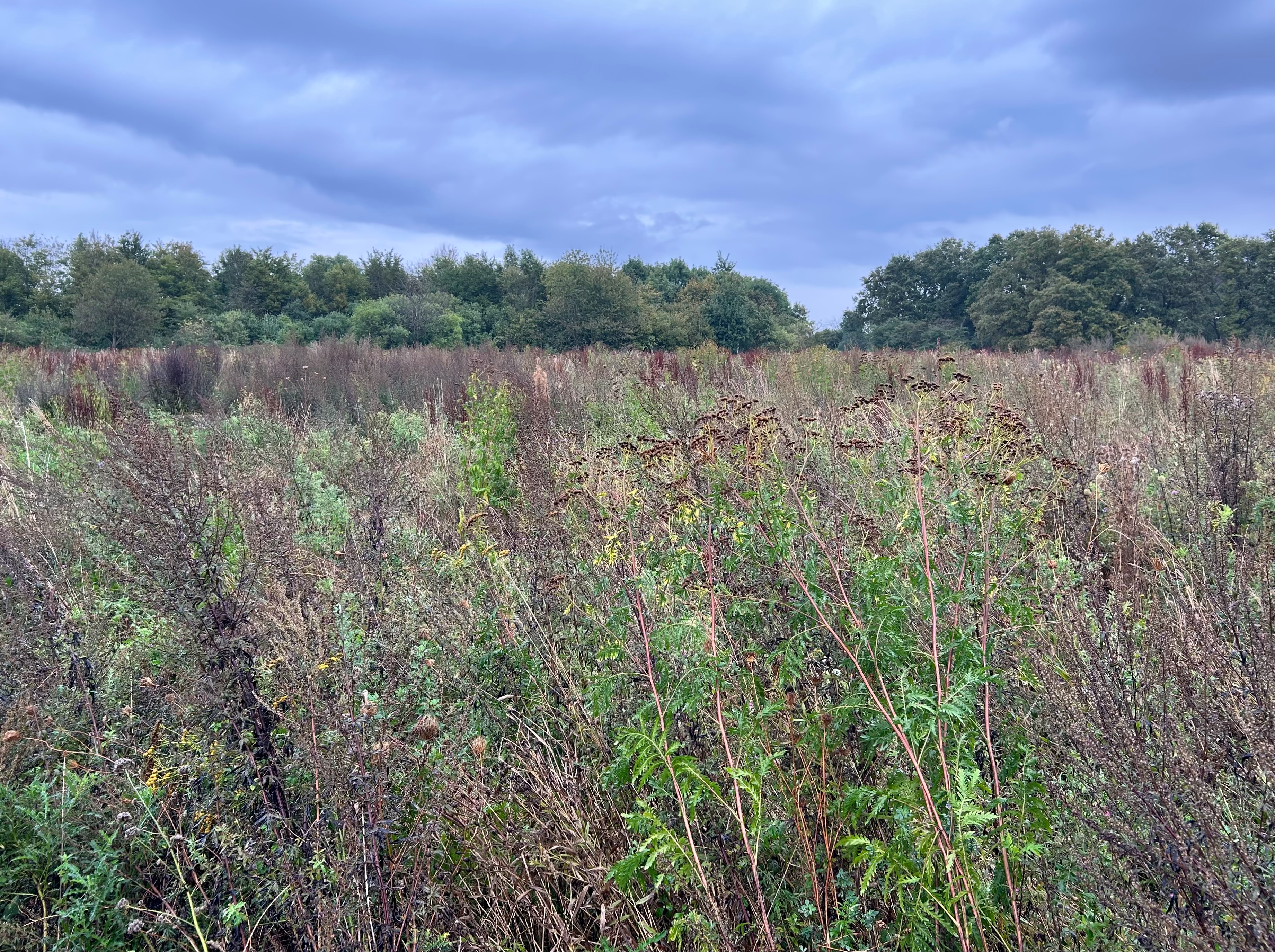
Een herfstaspect van de associatie